# Klęska głodu w Korei Północnej (1995–1999)

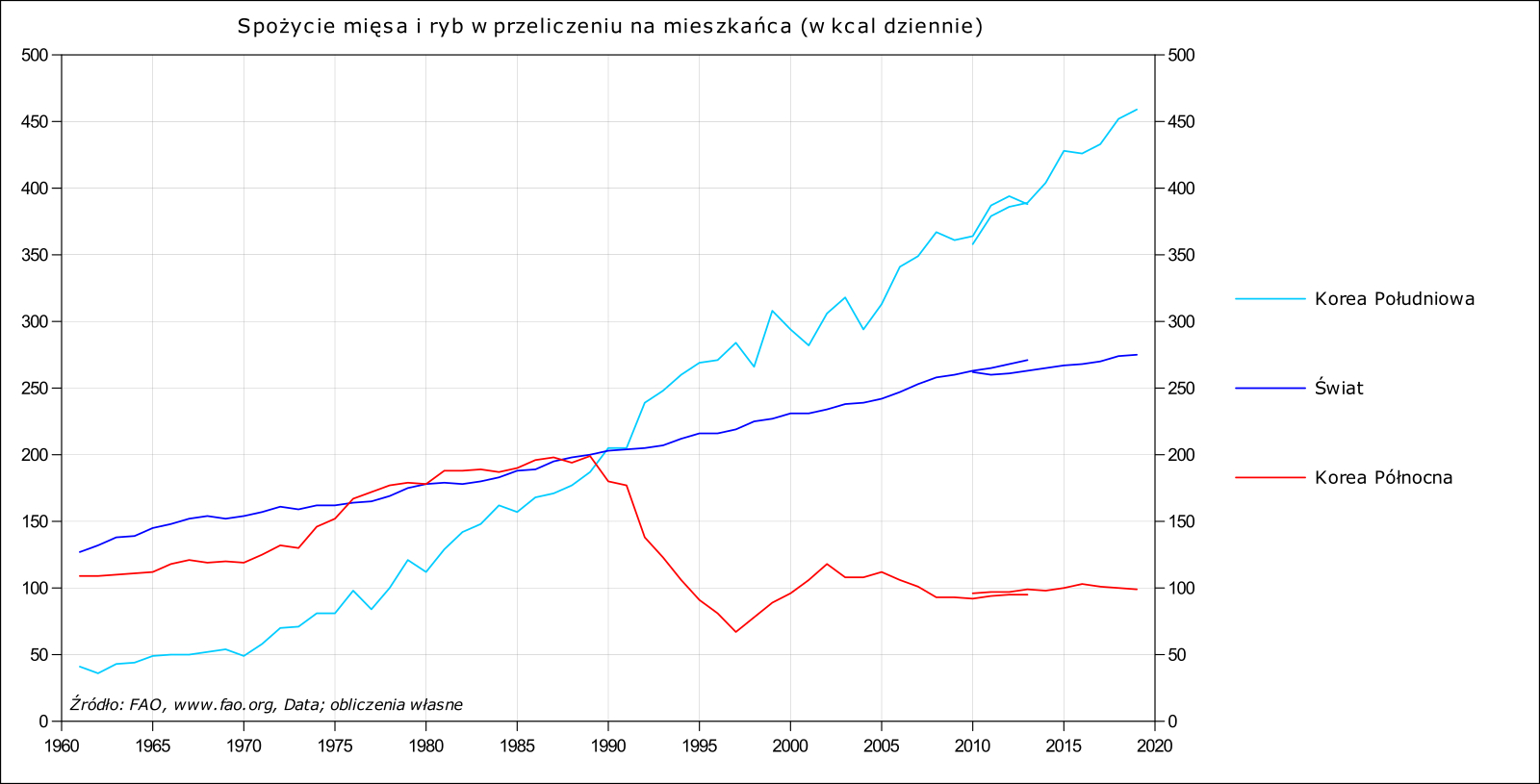
Spożycie mięsa i ryb w Korei Północnej i Południowej (w kcal dziennie) w latach 1960–2013

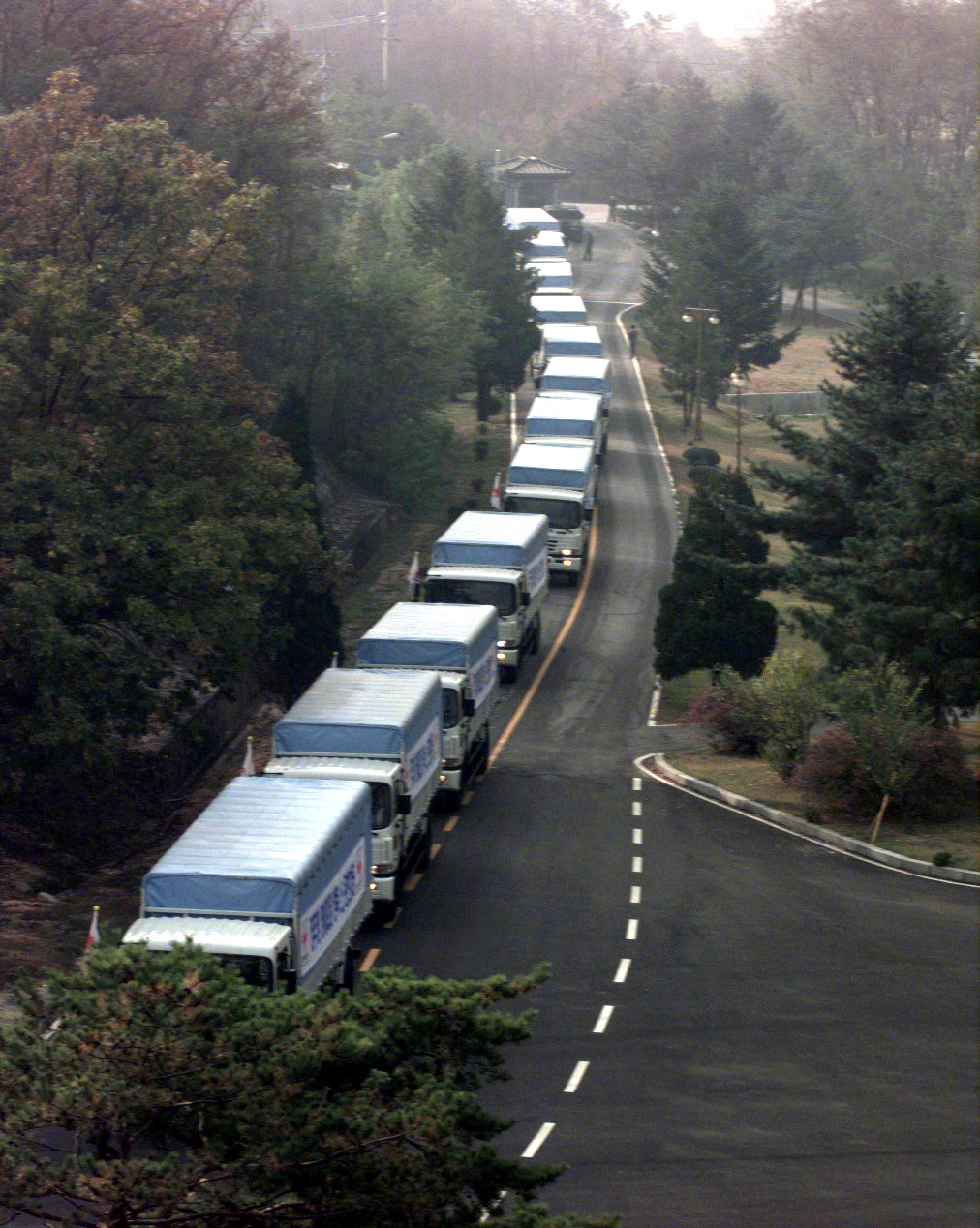
Transport bydła domowego z Korei Południowej, darowizna dla głodujących mieszkańców Korei Północnej

Klęska głodu w Korei Północnej – klęska głodu trwająca w latach 1995–1999; była spowodowana złą polityką gospodarczą rządu, ustaniem wsparcia ze strony Rosji borykającej się z problemami po dezintegracji Związku Radzieckiego oraz klęskami naturalnymi. Według różnych źródeł, w wyniku głodu mogło zginąć do 2,5 mln mieszkańców Korei (ponad 1 mln podczas tzw. Ciężkiego marszu w latach 1995–1997). Podczas klęski głodu większość mieszkańców żywiła się korą drzew i trawą. Zanotowano także przypadki kanibalizmu. Wiele dzieci po utracie rodziców zaczęło żebrać na ulicy. Niektóre z nich trafiły do specjalnych obozów, w których umierały w wyniku głodu i braku opieki.

## Przyczyny
Głównymi przyczynami klęski głodu były: klęski żywiołowe (m.in. powodzie w latach 1994 i 1995 oraz susza w roku 1997), utrzymanie gospodarki planowej, ograniczenie pomocy gospodarczej w wyniku rozpadu ZSRR i podjęcia nowego kursu politycznego w Chinach. ZSRR drastycznie ograniczyło pomoc dla Korei Północnej w 1987 roku, ok. 1990 zaś zażądała, by Korea Północna płaciła światowe rynkowe ceny za produkty sprowadzane z ZSRR. Podczas zimnej wojny władze Korei Północnej nie inwestowały w rolnictwo, ponieważ regularnie otrzymywała żywność z ZSRR i Chin. W zamian za żywność Korea eksportowała węgiel i inne surowce naturalne. Chiny zarzuciły ten barter w 1993 roku. Zaniedbana została również energetyka. W 1996 roku zebrano 3,7 mln ton zboża, podczas gdy na początku lat 90. zebrano prawie 7 mln ton. Wycinka lasów porastających wzgórza i zakładanie upraw tarasowych przyczyniły się do dużego zasięgu powodzi.
Według relacji uchodźców ograniczenia w racjonowaniu żywności pojawiły się w latach 80. W 1992 roku wprowadzono kartki na żywność, które nie poprawiły sytuacji. Program racjonowania żywności do 1994 roku załamał się i poprawnie funkcjonował wyłącznie w Pjongjangu. Na początku lat 90. Partia Pracy Korei wprowadziła program zachęcający Koreańczyków do spożywania dwóch posiłków dziennie. 8 lipca 1994 roku zmarł przywódca Korei Północnej Kim Ir Sen. Prowadził on politykę totalitarną, zabronił istnienia wolnego rynku w państwie oraz powszechnie stosował cenzurę, uniemożliwiającą przekaz informacji na temat problemów gospodarczych w państwie. Władzę w kraju objął jego syn Kim Dzong Il. Kontynuował on politykę ojca. Początek głodu w państwie zbiegł się z czasem, w którym Kim Dzong Il objął władzę. Choć klęska głodu wynika przede wszystkim ze złej polityki Kim Ir Sena, mieszkańcy Korei Północnej (w tym uchodźcy) idealizują Kim Ir Sena jako przywódcę, który zbudował silne i zamożne państwo oraz uważają, że za biedą w latach 90. stoi Kim Dzong Il. Ceremonie pogrzebowe Kim Ir Sena doprowadziły do kolejnego spadku produkcji żywności. Władze Korei Północnej ogłosiły rekordowe zbiory zasiane przez Kim Ir Sena kilka miesięcy przed jego śmiercią. Zdaniem B.R. Myersa gdyby Kim Ir Sen żył kilka lat później, on ponosiłby odpowiedzialność za klęskę głodu, która mogłaby przyczynić do trwałego spadku reputacji wśród Koreańczyków.

## Przebieg wydarzeń
Według relacji z 1997 roku w niektórych regionach przy granicy z Chinami panował niedostatek, a w innych głód. Najgorsza sytuacja miała miejsce w prowincjach Hamgyŏng Południowy i Hamgyŏng Północny. W tych obu prowincjach dochodziło do największej liczby protestów przeciwko dynastii Kimów. Wszystkie bunty zostały stłumione. W 1997 roku zatrzymano wysoko postawionych działaczy Partii Pracy Korei. Zostali oni oskarżeni o sabotowanie dostaw żywności. W wyniku przeprowadzonej operacji zatrzymano około 30 tys. urzędników i ich rodzin. Większość osób stracono lub zesłano do obozów koncentracyjnych.
W 1997 lub we wrześniu 1998 roku na placu Zjednoczenia w Pjongjangu rozstrzelano osiemnastu urzędników państwowych, w tym ministra rolnictwa Seo Gwan Huia. Urzędnicy zostali oskarżeni o szpiegostwo na rzecz Stanów Zjednoczonych, świadome utrudnianie władzy wdrażania zmian, mających na celu poprawę zaopatrzenia ludności w żywność. Źródła południowokoreańskie podały, że Kim Dzong Il osobiście nadzorował przebieg egzekucji.
Pod koniec lat 90. zaczęło dochodzić do aktów kanibalizmu. Za spożywanie lub sprzedaż ludzkiego mięsa groziła kara śmierci. Ponadto przez cały czas trwania głodu Koreańska Agencja Bezpieczeństwa oraz inne organy kontroli państwowej pilnowały, by każde miejskie gospodarstwo domowe wyprodukowało trzydzieści kilogramów wysuszonych ludzkich odchodów zmieszanych z ziemią. Odchody miały być stosowane do nawożenia kraju. Z czasem zaniechano również wprowadzony w latach 80. program racjonowania żywności.
Problemy humanitarne doprowadziły do zaostrzenia władzy totalitarnej. Urzędy odpowiedzialne za prowadzenie propagandy były jedynymi instytucjami w państwie, które nie przerwały pracy podczas głodu. Klęska głodu przyczyniła się do pierwszych masowych ucieczek z Korei Północnej. W 1996 roku liczba uciekinierów z Korei Północnej przekroczyła 100 tysięcy. Pomimo wzmocnienia terroru niektórzy zdesperowani Koreańczycy łamali przepisy zabraniające swobodnego poruszania się po kraju. B.R. Myers podaje, że wzrost liczby ucieczek wynikał z niedbałej kontroli granicy oraz z wysokiego poziomu skorumpowania strażników. Myers zwraca również uwagę, że wielu uciekinierów wracało do Korei Północnej po zaopatrzeniu się w niedostępne towary. Za sprawą ucieczek do Chin obywatele Korei Północnej uzyskali dostęp do mediów chińskich i południowokoreańskich, które zaburzyły oficjalny przekaz władz na temat sytuacji międzynarodowej. Według Andrzeja Rzeplińskiego i Joanny Hosaniak północnokoreańskie władze wykorzystały politykę głodu wobec mieszkańców niewygodnych dla reżimu. Po zakończeniu klęski głodu wzmocniono kontrolę granic.
Klęska głodu doprowadziła do całkowitego upadku gospodarki, a następnie gwałtownego spadku poziomu bezpieczeństwa. Wielu Koreańczyków odmawiało pracy w zakładach (uchodzących za centrum życia politycznego dla przeciętnego obywatela), zaś jeśli się pojawiali to wyłącznie po to, by je splądrować. W 1998 roku robotnicy huty Hwanghae rozebrali wszystkie maszyny. Skradzione części sprzedano lub wymieniono na żywność. Dziewiętnastu uczestników grabieży stracono. Żołnierze dopuszczali się okradania mieszkańców wsi oraz wdawała się w starcia z policją.
W 1995 roku w Korei Północnej zaczął działać Światowy Program Żywnościowy Organizacji Narodów Zjednoczonych. Wbrew obowiązującej polityce samowystarczalności głód zmusił północnokoreańskie władze do zwrócenia się do Organizacji Narodów Zjednoczonych z prośbą o pomoc żywnościową. Wiosną 1997 roku północnokoreańscy dyplomaci spotkali się z przedstawicielami organizacji pozarządowych z prośbą o przyznanie pomocy żywnościowej. Amerykańscy przedstawiciele wyrazili zgodę zastrzegając, że potrzebna jest kampania w mediach uświadamiająca problem. Według uczestniczącego w tych rozmowach Andrew Natsiosa, dyplomacji nalegali, by nie zostały opublikowane żadne fotografie przedstawiające zagłodzonych ludzi. Do świata wyciekły zdjęcia przedstawiające wychudzone dzieci oraz kasety wideo z audycjami, w których instruowano Koreańczyków zastępowanie żywności trawami. Pierre Rigoulot w Czarnej księdze komunizmu wyraził pogląd, że wyciek zdjęć i nagrań był kontrolowany przez władze w celu zwiększenia pomocy ze strony ludzi dobrej woli.
Państwa zachodnie zadeklarowały pomoc żywnościową latem 1997. Ta trafiła do Korei Północnej zgodnie z terminem, jednak trafiła do niewłaściwych regionów kraju oraz zaniedbano kontrolę jej dystrybucji, co doprowadziło do rozkradzenia jej przez władze kraju. Pomoc humanitarną przyznała również Korea Południowa, a także międzynarodowe organizacje humanitarne, takie jak: Cap Anamur, Lekarze bez Granic, Oxfam, Action Internationale Contre la Faim i CARE. Wszystkie wycofały swoją pomoc ze względu na obowiązujący zakaz dostarczania żywności bezpośrednio do mieszkańców. Mogły one jedynie prowadzić badania monitorujące na obszarze 80% państwa. Pracownicy organizacji międzynarodowych nie mogą swobodnie poruszać się po kraju. Mówiący po koreańsku przedstawiciele Światowego Programu Żywnościowego nie mogli przyjechać do Korei Północnej. Północnokoreańskie władze zabroniły organizacjom tworzenia własnych sieci dystrybucji. Wszyscy byli zdani na transport rządowy (głównie wojskowy). Północnokoreańskie władze rozdzieliły pomoc według klucza politycznego (np. jako nagroda za poprawne zachowanie). Osoby, które dostały żywność, nie wiedziały, że pochodzi ona z pomocy międzynarodowej. Pomoc humanitarna trafiała przez granicę z Chinami.
W Korei Północnej okres głodu był nazywany marszem pełnym trudów (w innym tłumaczeniu: Ciężkim Marszem). Zwrot ten był używany wcześniej w odniesieniu do walk prowadzonych przez Kim Ir Sena w Mandżurii podczas II wojny światowej. 

## Skutki wewnątrz kraju
Według różnych źródeł, w wyniku głodu mogło zginąć do ok. 0,5 do 3 mln mieszkańców Korei Północnej. Około 1 mln miało umrzeć podczas tzw. Ciężkiego marszu w latach 1995–1997. Organizacja humanitarna World Vision oszacowała liczbę ofiar na co najmniej 2 mln. Niemiecki Czerwony Krzyż podał, że co miesiąc umierało ok. 10 tysięcy dzieci. Na ulicach północnokoreańskich miast pojawiły się bezdomne dzieci, których rodzice zmarli albo je porzucili. Aby przeżyć, bezdomne dzieci dokonywały kradzieży, polowało na szczury, wydłubywała ziarna kukurydzy z krowich odchodów, spożywała ludzkie mięso. Liczba uciekinierów w 1996 roku przekroczyła 100 tys. osób.
Władze Korei Północnej głosiły, że przyczyną klęski głodu były: pogoda, polityka Stanów Zjednoczonych wobec Korei Północnej oraz niekompetentność urzędników średniego szczebla. Propaganda Korei Północnej nigdy nie używała słowa głód. Północnokoreański minister spraw zagranicznych Choi Soo Hun w raporcie przedstawionym UNICEF zapewnił, że przyczyną głodu w Korei Północnej była powódź. Według raportu średnia długość życia spadła z 73,2 lat (1993) do 66,8 lat (1999), zaś śmiertelność wśród dzieci powyżej piątego roku życia wzrosła do 48 zgonów na 1000 mieszkańców (z 27). Wskaźnik urodzeń spadł z 2,2% do 2%. Dochód narodowy na osobę spadł z 991 do 457 dolarów (w raporcie, który północnokoreański rząd przedstawił Organizacji Narodów Zjednoczonych w czerwcu 1997 roku, produkt krajowy brutto na jednego mieszkańca wyniósł 239 dolarów, co jest porównywalne z ówczesnym PKB per capita Bangladeszu).
Rząd Korei Północnej w wyniku strachu przed upadkiem władzy po chaosie gospodarczym i klęsce głodu rozwinął program wysyłania przypadkowych Koreańczyków do niewolniczej pracy za granicą, z której dochód trafiał do członków rządu i do rozbudowy stolicy. Przeprowadzono także niewielkie reformy liberalizujące gospodarkę. Faktycznie w Korei Północnej pojawiła się grupa sprzedawców, która wbrew wcześniejszym zakazom prowadziła niewielkie biznesy. Zmiany w przepisach de facto stanowiły legalizację ówczesnych praktyk. W wyniku przemycania żywności oraz prowadzenia drobnego handlu wzrosła korupcja wśród strażników granicznych i urzędników, przekupywanych przez Koreańczyków. Po 2000 roku Kim Dzong Il zwiększył wydatki na zbrojenia.
W wyniku masowych ucieczek do Chin wielu mieszkańców północnych prowincji zaczęła oglądać chińskie programy telewizyjne oraz korzystać z przemyconych telefonów komórkowych. Korzystanie z zakazanych mediów utrzymało się w dalszych latach. Według relacji na przełomie XX i XXI wieku Koreańczycy mieszkający w pobliżu strefy zdemilitaryzowanej zaczęło również nielegalnie oglądać południowokoreańskie stacje telewizyjne. W 2000 roku władze Korei Północnej przyznały, że poziom życia mieszkańców Korei Południowej jest wyższy niż na Północy. Przyczyną niższego poziomu życia w Korei Północnej miało być zwiększenie nakładów na zbrojenia.

## Reakcje międzynarodowe
Klęska głodu przyczyniła się do polepszenia stosunków dyplomatycznych z Koreą Południową. W ramach prowadzonej przez Koreę Południową programu „Słoneczna polityka” Seul udzielił pomocy humanitarnej dla mieszkańców Korei Północnej. Wbrew oczekiwaniom opinii międzynarodowej proces ucieczek obywateli cierpiących głód do Chin nie doprowadził się do spadku poparcia dla władz. Według relacji uchodźców Koreańczycy nie myśleli o polityce, skupiając całą swoją uwagę wyłącznie na zdobyciu żywności. B.R. Myers podaje również, że Koreańczycy nie byliby w stanie porzucić nagle światopoglądu wpajanego od urodzenia oraz uwierzyli w propagandę północnokoreańską głoszącą, że co prawda istnieje kryzys gospodarczy, ale winnym problemów są Stany Zjednoczone. Oficjalny przekaz władz północnokoreańskich nie zachwiał jej wiarygodności w oczach obywateli. Według relacji uchodźców, wielu z nich podczas klęski głodu czuła głęboką niechęć wobec Stanów Zjednoczonych. Waszyngton również udzielił pomocy humanitarnej. Władze Korei Północnej głosiły, że amerykańska pomoc humanitarna jest rodzajem reparacji wojennych oraz zapłatą za prawo prowadzenia bezowocnych inspekcji stanowisk jądrowych. Zdaniem B.R. Myersa ta linia propagandowa wyjaśnia, dlaczego istnieje wśród Koreańczyków zgoda na ponowne używanie worków pochodzących z pomocy humanitarnej, nawet jeśli są ozdobione flagą Stanów Zjednoczonych.
W 2013 roku komisja ONZ przeprowadziła przesłuchania ds. zbrodni przeciwko ludzkości popełnionych w Korei Północnej. Po serii przesłuchań w Seulu inspektorzy Organizacji Narodów Zjednoczonych przesłuchali w Stanach Zjednoczonych amerykańskich ekspertów, według których w latach 90. Kim Dzong Il zamiast ratować głodujących obywateli zwiększył wydatki na wojsko. Eksperci zwrócili uwagę, że dostaw żywności pozbawiono regionów, w których poparcie dla reżimu było uważane za niskie.